# Austrian Football Division Ladies 2012
La Austrian Football Division Ladies 2012 è la 13ª edizione del campionato di football americano femminile di primo livello, organizzato dalla AFBÖ.

## Squadre partecipanti
| Club                   | Città    | Stadio | Sponsor ufficiale | Risultato nella stagione 2011 |
| ---------------------- | -------- | ------ | ----------------- | ----------------------------- |
| Budapest Wolves Ladies | Budapest |        |                   |                               |
| Vienna Vikings Ladies  | Vienna   |        | Dacia             |                               |

## XIII Ladies Bowl
| 6 ottobre 2012 | Vienna Vikings Ladies | 55 – 0 (14-0 22-0 7-0 0-0) | Budapest Wolves Ladies |  |

## Verdetti
- Vienna Vikings Ladies Campionesse dell'Austria 2012